# バラドワジ・ランガン
バラドワジ・ランガン（Baradwaj Rangan）は、インドの映画評論家、作家。ザ・ヒンドゥーの副編集長を経て、フィルム・コンパニオンの編集主任、アジアン・カレッジ・オブ・ジャーナリズムの講師を務めている。国家映画賞 映画批評賞受賞者。インド映画批評家協会会員。

## キャリア
ランガンは映画製作や脚本執筆に関する教育を受けておらず、ビルラ工科大学で化学工学を専攻していた。彼によると、「両親が医学と工学しか真面目な仕事につくための学問だと考えていなかった」ため、関心がなかったものの学び続けたという。彼が興味を惹かれたものは映画批評で、世界映画の批評的分析、特にアメリカ人批評家の分析を読むことが好きだったと語っている。大学卒業後、ランガンはインド広告業協会に就職し、ジェイ・ウォルター・トンプソンのチェンナイ事務所でコピーライターとして働くようになった。その後、ミルウォーキーのマーケット大学から奨学金を得て、インターネット広告を中心とした広告・広報の修士号を取得した。修士号取得後は、アメリカで5年間ITコンサルタントとして働いていた。彼は仕事のかたわら、映画批評への関心を持ち続け、sitagita.comで映画批評を始めた。同サイトでの活動がニュー・サンデー・エクスプレス（ニュー・インディアン・エクスプレスの日曜版）編集者のスシラ・ラヴィンドラナートの目に留まり、ランガンはニュー・インディアン・エクスプレスに就職して2年間在籍した後、ザ・ヒンドゥーに移籍して副編集長を務めた。彼はニュー・インディアン・エクスプレス在籍中はテヘルカにも寄稿していた。最初に雑誌に掲載された映画批評はヒンディー語映画『Dum』の批評で、2003年1月30日にエコノミック・タイムズのマドラス・プラスに掲載された。
作家として書籍を2冊出版しており、2012年に出版した『Conversations with Mani Ratnam』ではマニラトナムへの取材を通して、彼の映画製作の視点について分析している。2014年には「インド映画のパノラマティックビュー」と評した『Dispatches From The Wall Corner: A Journey through Indian Cinema』を出版し、同年に『Subramaniyapuram: The Tamil Film in English Translation』でエッセイを寄稿している。ランガンは『Kadhal 2 Kalyanam』でダイアログライターを務めたが、同作の公開はされなかった。その後、2017年に公開された『Kalki』で脚本家デビューした。また、アジアン・カレッジ・オブ・ジャーナリズムの映画コースの講師を務めるかたわら、G・ダナンジャヤンやガウタム・ヴァスデーヴ・メーナンへの取材を行っている。2014年に舞台演劇『Meghadootam: The Cloud Messenger』の脚本を手掛け、The Indian Quarterly誌では短編小説『The Call』を執筆した。2017年時点でフィルム・コンパニオン・サウスの編集者を務めている。2018年10月にはインディア・フィルム・プロジェクトの討論会に出席し、ラジーヴ・マサンドやヴィクラマディティヤ・モトワニと共に批評家の仕事及び「インスタ世代」の中での映画批評の役割について討論した。

## 評価
2006年の第53回国家映画賞において映画批評賞を受賞した。2013年にはテヘルカのアルール・マニから、「映画に関して、インドで最も知的な作家である」と評価された。

## 著作
- Conversations with Mani Ratnam (2012) Penguin UK, ISBN 9788184756906
- Dispatches from the Wall Corner: A Journey through Indian Cinema (2014) Westland, ISBN 9789384030568